# Wieniamin Basner
Wieniamin Jefimowicz Basner (ros. Вениами́н Ефи́мович Ба́снер; ur. 1 stycznia 1925 w Jarosławiu, zm. 3 września 1996 w Riepinie) – radziecki kompozytor muzyki poważnej i filmowej.
Ludowy Artysta RFSRR. Zasłużony Działacz Sztuk RFSRR. Pochowany na Cmentarzu Komarowskim w Petersburgu.

## Wybrana muzyka filmowa
- 1956: Nieśmiertelny garnizon
- 1957: Los człowieka
- 1959: Słońce świeci dla wszystkich
- 1975: Rozerwany pierścień
- 1977: Front za linią frontu